# Valley Of The Dolls (álbum)
Valley of the dolls es el segundo álbum de la banda punk inglesa Generation X, liderada por Billy Idol. Producido por Ian Hunter y editado por Chrysalis Records en 1979. 

## Lista de canciones
Todas las canciones fueron compuestas por Billy Idol y Tony James, excepto los bonus tracks 11 y 12. 
1. "Running With The Boss Sound" (5:05).
2. "Night Of The Cadillacs" (3:23).
3. "Paradise West" (5:21).
4. "Friday's Angels" (3:17).
5. "King Rocker" (2:17).
6. "Valley Of The Dolls" (3:35).
7. "English Dream" (4:59).
8. "Love Like Fire" (3:05).
9. "The Prime Of Kenny Silvers (part one)" (3:43).
10. "The Prime Of Kenny Silvers (part two)" (3:35).
11. "Gimme Some Truth" -John Lennon- (Reedición CD 2002 - Bonus track) (2:24).
12. "Shakin' All Over" -Johnny Kidd- (Reedición CD 2002 - Bonus track) (2:45).

## Formación
- Billy Idol: voz.
- Bob "Derwood" Andrews: guitarra.
- Tony James: bajo.
- Mark Laff: batería.

- Datos: Q6159319